# Tesomonoda
Tesomonoda là một chi bướm đêm thuộc họ Noctuidae.